# Ореховое (озеро, Кормянский район)
Оре́ховое (бел. Арэ́хавае) — озеро в Кормянском районе Гомельской области Беларуси. Относится к бассейну реки Сож.
Располагается приблизительно в 11 км к северо-востоку от городского посёлка Корма и в 1 км к югу от деревни Студенец, в пойме Сожа.
Площадь поверхности озера составляет 0,047 км². Длина — 0,4 км.
Котловина старичного типа. На западе вытекает ручей в реку Сож, на востоке впадает ручей из озера Тербохинь.